# Joseph N’Duquidi
Joseph N’Duquidi (* 31. Oktober 2004 in Metz) ist ein französischer Fußballspieler. Er spielt bei seinem Jugendverein FC Metz.

## Karriere
Joseph N’Duquidi wurde in Metz in der Nähe der luxemburgischen sowie der deutschen Grenze geboren und spielte bereits in seiner Jugend für den FC Metz. Am 30. Juli 2022 gab er im Alter von 17 Jahren beim 3:0-Sieg im Zweitligaspiel gegen den SC Amiens sein Profidebüt.